# スタジオフィール
Studio FEEL（スタジオフィール）は、日本の鉄道模型メーカー。

## 概要
大阪府に所在する。1970年代 - 1980年代初頭の『鉄道模型趣味』誌上に製作記事を執筆していた愛好者が、1990年代に真鍮エッチング板主体のNゲージ車両キットを発売したのが始まりである。
1980年代以降の日本国内のNゲージ金属キットメーカーとしては、シバサキ模型やワールド工芸、レイルロードなどに続く存在で、当時プラ製品にはなかった国鉄型機関車、気動車、貨車など50点以上を発売した。貨車と事業用車の幾つかは宮沢模型ブランドで発売され、全国の模型店にも流通した。

## 製品
真鍮エッチング板とホワイトメタル部品で構成されるものが多い。肉薄の真鍮板を一枚の展開図から立体にしていく組立工程に特徴があり、完成させるには半田付け工作が必要である。キットメーカーに徹しており、完成品の販売はしない。
Nゲージのほかに1/80スケールやHOスケールのキットも発売していたが、これらの新規開発は終了し、Zゲージのキット開発・販売に移行している。

### Nゲージ
- ED72（一般・1-2号機）
- ED73-1000
- ED74
- ED30
- ED46
- ED42戦時型
- ED18（1号機・2-3号機）
- EF53
- DD14（本体・ロータリー部）
- DD17（ロータリーヘッドつき）
- DF50（初期型・ラジエター小・ラジエター大）
- DD12
- DD16
- DD53 1号機（ロータリーヘッドつき）
- DD90
- キ750 ジョルダン除雪車
- キハ10
- キハ11（一般・初期型）
- キハ16
- キハ17
- キハ18　（一般・初期型）
- キハ18
- キユニ11
- キユニ19 3
- キハユ15
- キニ15
- キニ55
- キハ55（101・バス窓）
- キロ25
- キロハ25
- キニ26
- キハ60
- キロ60
- キハ51
- キハ44000 + キハユニ15
- クモヤ93000
- クモヤ191系
- クモヤ495系
- クモヤ493系
- クモヤ492
- キヤ190 + キヤ191
- キハ90 + キハ91　（一次試作車）
- キハ91×2 + キサロ91　（二次試作車）
- キハ391ガスタービン試験車
- トキ1000
- ツ2500
- クム3000
- ホキ5700
- テキ1
- ホキ5900 + ホキ6500
- リム300

このほか、マイクロエース製蒸機機関車用のグレードアップパーツ（キャブ下配管など）を生産していたこともある。

### Zゲージ
Zゲージのスケールは多くのメーカーが採用する1/220ではなく1/200を採用する。公式ウェブサイトにおいて、日本独自の16番ゲージや日本型Nゲージが欧米の車両より縮尺を1割程度大きく取っている事に鑑み、日本型Zゲージも同様の考え方で1/200を採用したと説明する。他のZゲージメーカーで採用する1/220の日本型Zゲージを「食玩スケール」「トイ的スケール」であるとし、自社製品をそれらと区別するため、「SuperZ」という呼称を併記する。
- ED18
- ED44
- EF58
- DD51
- キハ08
- キハ20
- キハ35・36
- キワ90
- ワム80000
- ワラ1
- ホキ5700